# Hanno Busch

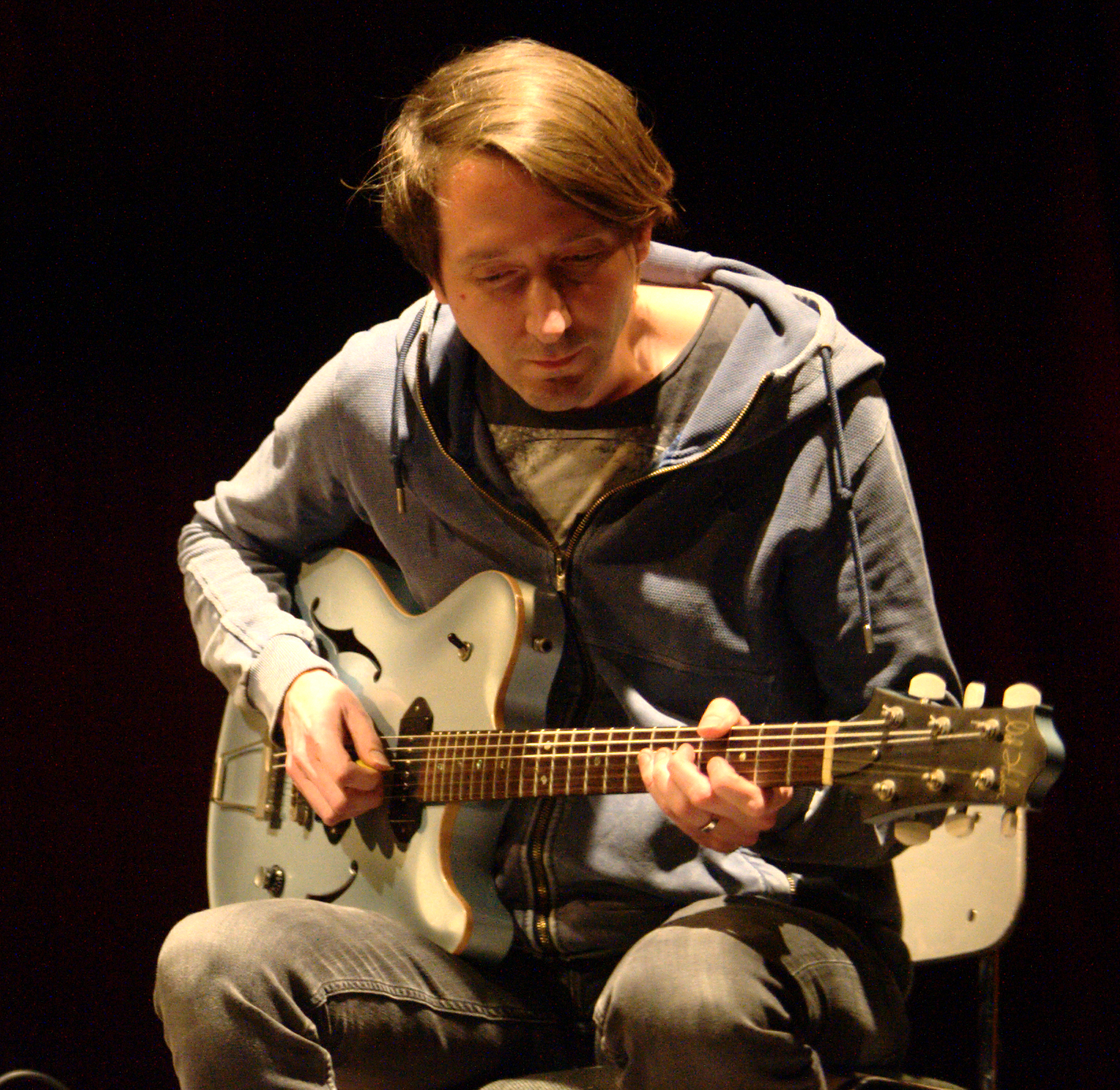
Hanno Busch (im Rind in Rüsselsheim 2017)

Hanno Busch (* 25. August 1975 in Wuppertal) ist ein deutscher Jazz-Gitarrist.

## Leben und Werk
Busch studierte Jazzgitarre in Hilversum und Amsterdam. Von 2003 bis 2005 gehörte er zu re:jazz, mit denen er auch auf Tour war. Von Januar 2007 bis Januar 2017 war er Gitarrist der Heavytones, der Band der ehemaligen Fernsehsendung TV total. Als Live- und Studiomusiker begleitete er unter anderem Sasha, Peter Kraus und Max Mutzke. 
Mit Jonas Burgwinkel, Schlagzeug, und Claus Fischer, Bass, wirkt er als „Hanno Busch Trio“, das 2014 sein Album Absent vorlegte, gefolgt von Share This Room (2017). Zusammen mit Tobias Philippen, Florian Bungardt und Claus Fischer bildete er sein Quartett Sommerplatte, das 2013 sein erstes Album Sommerplatte veröffentlichte.
Daneben spielt er in Niels Kleins Tubes & Wires, mit denen er auch aufnahm, und Jesse Milliner & Band; er tourte mit Peter Weniger, der NDR Bigband feat. Bobby McFerrin, Peter Herbolzheimers Rhythm Combination & Brass und mit Oliver Leicht. Mit Michael Wollny und Tamar Halperin trat er 2010 bei Jazz Baltica auf. Auch ist er auf Alben von Bosse, Ana Bonfim, Nana Mouskouri, Peter Licht oder Gregor Meyle zu hören. 
Er spielt in Cosmo Kleins Projekten The Campers und Phunkguerilla und tritt außerdem mit dem Keyboarder und Pianisten Simon Oslender auf. Des Weiteren spielte er in der Band der ProSieben-Show Teddy gönnt dir!.
Seit 2021 tritt er auch mit der Band von Jan Delay auf.